# ۱۴ شوال
۱۴ شوال، چهاردهمین روز از ماه شوال در تقویم هجری قمری است.
در تقویم هجری قمری قراردادی این روز دویست و هشتادمین روز سال است.

## درگذشتگان
```
۱۴۰۱
 - 
سید عبدالله فاطمی‌نیا
```